# Memoriał Ireny Szewińskiej 2021
3. Memoriał Ireny Szewińskiej – międzynarodowy mityng lekkoatletyczny, rozegrany 30 czerwca 2021 na stadionie imienia Zdzisława Krzyszkowiaka w Bydgoszczy. Miting zaliczany jest do serii zawodów z cyklu World Athletics Continental Tour.

## Rezultaty
Źródło:.
| – rekord mityngu \| – rekord kraju \| – rekord życiowy \| – najlepszy wynik w sezonie |

### Mężczyźni
| Konkurencja:                  | 1. miejsce        | Rezultat | 2. miejsce       | Rezultat | 3. miejsce          | Rezultat |
| Bieg na 100 m                 | Tlotliso Leotlela | 10,24    | Jerome Blake     | 10,28    | Mike Rodgers        | 10,33    |
| Bieg na 800 m                 | Cornelius Tuwei   | 1:45,76  | Jamie Webb       | 1:45,04  | Takieddine Hedeilli | 1:47,51  |
| Bieg na 110 m przez płotki    | Orlando Ortega    | 13,33    | Damian Czykier   | 13,60    | Shane Brathwaite    | 13,69    |
| Bieg na 3000 m z przeszkodami | Abraham Sime      | 8:21,41  | Albert Chemutai  | 8:23,65  | Wilberforce Kones   | 8:29:48  |
| Pchnięcie kulą                | Tom Walsh         | 21,46    | Armin Sinancevic | 21,16    | Chuk Enekwechi      | 21,11    |
| Rzut młotem                   | Paweł Fajdek      | 82,77    | Wojciech Nowicki | 80,00    | Myhaylo Kokhan      | 79,96    |
| Skok o tyczce                 | Chris Nilsen      | 5,90     | Ernest Obiena    | 5,87     | Piotr Lisek         | 5,82     |

### Kobiety
| Konkurencja:               | 1. miejsce        | Rezultat | 2. miejsce             | Rezultat | 3. miejsce          | Rezultat |
| Bieg na 100 m              | Michelle-Lee Ahye | 11,33    | Kiara Parker           | 11,56    | Mathilde Kramer     | 11,76    |
| Bieg na 400 m              | Christine Mboma   | 48,54    | Justyna Święty-Ersetic | 51,91    | Catia Azevedo       | 52,03    |
| Bieg na 800 m              | Worknesh Mesele   | 1:59,39  | Diribe Welteji         | 1:59,46  | Eglay Nalyanya      | 2:00,50  |
| Bieg na 1500 m             | Tigist Ketema     | 4:03,90  | Rababe Arafi           | 4:05,97  | Mercy Cherono       | 4:08:26  |
| Bieg na 100 m przez płotki | Elvira Herman     | 13,15    | Klaudia Siciarz        | 13,28    | Marketa Stolova     | 13,66    |
| Rzut młotem                | Anita Włodarczyk  | 77,93    | Malwina Kopron         | 75,41    | Alexandra Tavernier | 73,87    |